# Forever Amber
Forever Amber (Ambiciosa en España y Por siempre Ambar en Argentina) es una película estadounidense dirigida por Otto Preminger y estrenada en el año 1947.

## Argumento
Ambientada en Inglaterra durante el siglo XVII, ofrece la historia de una mujer, Amber St. Clair, que para llegar a ser noble, utiliza sus encantos femeninos.
Pero esta ascensión le costará un alto precio, al perder a su verdadero amor.

## Premios
Forever Amber (Ambiciosa/Por siempre Ambar) fue nominada en 1947 al Óscar por la Mejor Banda sonora (Drama o comedia).